# Совєтський район (Ростовська область)
Совє́тський райо́н (рос. Советский район) — район у північній частині Ростовської області Російської Федерації. Адміністративний центр — станиця Совєтська.

## Географія
Район розташований у північно-східній частині області. На півдні межує із Облівським районом, на південному заході — із Мілютінським, на заході — із Кашарським, на північному заході — із Боковським районом, на півночі та сході має кордон із Волгоградською областю.

## Історія
Чернишевський район був утворений 1935 року у складі Північнодонського округу Азово-Чорноморського краю. 1937 року він входить до складу новоствореної Ростовської області. У період 1954–1957 років район перебував у складі Кам'янської області. 1957 року перейменований у сучасну назву. У лютому 1963 року район був ліквідований, а територія приєднана до сусіднього Облівського району. 15 серпня 1990 року район був відновлений у своїх межах, але існують пропозицією щодо повторної ліквідації району через малу чисельність його населення.

## Населення
Населення району становить 6556 осіб (2013; 6692 в 2010).

## Адміністративний поділ
Район адміністративно поділяється на 3 сільських поселення, які об'єднують 24 сільських населених пункти:
| Поселення                           | Площа, км² | Населення, осіб (2010) | Центр         | Населені пункти |
| ----------------------------------- | ---------- | ---------------------- | ------------- | --------------- |
| Калач-Куртлацьке сільське поселення | -          | 1429                   | Калач-Куртлак | 6               |
| Совєтське сільське поселення        | -          | 3715                   | Совєтська     | 8               |
| Чирське сільське поселення          | -          | 1548                   | Чирський      | 10              |

### Найбільші населені пункти
| №  | Населений пункт   | Населення, осіб (2010) |
| -- | ----------------- | ---------------------- |
| 1  | Совєтська         | 2 279                  |
| 2  | Калач-Куртлак     | 659                    |
| 3  | Чирський          | 612                    |
| 4  | Чистяково         | 514                    |
| 5  | Петрово           | 387                    |
| 6  | Осиновський       | 300                    |
| 7  | Русаков           | 284                    |
| 8  | Усть-Грязновський | 261                    |
| 9  | Парамонов         | 209                    |
| 10 | Новорябухін       | 200                    |

## Економіка
Район є цілком сільськогосподарським, тут займаються вирощуванням зернових, технічних культур та тваринництвом.